# Шнайдерхан, Вольфганг
Вольфганг Эдуард Шнайдерхан (нем. Wolfgang Eduard Schneiderhan; 28 мая 1915 — 18 мая 2002) — австрийский скрипач.

## Биография
Учился у Отакара Шевчика в Писеке, затем у Юлиуса Винклера в Вене. В возрасте 10 лет впервые выступил публично с произведениями Баха. В следующем году дебютировал в Копенгагене, исполнив концерт для скрипки с оркестром Феликса Мендельсона. С 1929 года жил в Англии, где выступал, в частности, вместе с Фёдором Шаляпиным, Яном Кепурой и Полем Робсоном. Вернувшись в Австрию, в 1933—1937 гг. был первым концертмейстером Венского симфонического оркестра, а затем в 1937—1951 гг. — Венского филармонического оркестра. Одновременно продолжал выступать как солист, в 1947 г. впервые в Вене исполнил скрипичный концерт Эдуарда Элгара. После смерти Георга Куленкампфа в 1948 году заменил его в составе фортепианного трио с Эдвином Фишером и Энрико Майнарди. В сентябре 1952 г. записал для студии Deutsche Grammophon все десять скрипичных сонат Бетховена с Вильгельмом Кемпфом. В 1956 году вместе с Рудольфом Баумгартнером основал Струнный оркестр Люцернского фестиваля. Был дружен с Карлом Амадеусом Хартманом и в 1959 г. стал первым исполнителем второй редакции его Траурного концерта. Преподавал в Зальцбурге, Вене и Люцерне.

### Семья
В 1948 году женился на сопрано Ирмгард Зефрид, с которой прожил в браке до самой её кончины в 1988 году. Одна из их трёх дочерей — актриса Мона Зефрид. Его племянник, тоже Вольфганг Шнайдерхан, был начальником штаба немецкого Бундесвера с 2002 по 2009 год.